# 多角海蛞蝓科
多角海蛞蝓科（學名：Polyceridae），又名多角海麒麟科、多角海牛科、或直接叫作多角科，是裸鰓目海牛亞目海牛下目之下的一個海洋腹足綱軟體動物的分類單元。在2005年《布歇特和洛克羅伊的腹足類分類》，海牛下目是有角鰓類海牛亞目之下的一個亞支序；這個亞支序在2017年《布歇特等人的腹足類分類》成為了下目級的分類單元。

## 外部連結
- 維基物種上的相關：多角海蛞蝓科